# Lophoptera vittigera
Lophoptera vittigera är en fjärilsart som beskrevs av Walker 1865. Lophoptera vittigera ingår i släktet Lophoptera och familjen nattflyn. Inga underarter finns listade i Catalogue of Life.